# Adriano Soldini
Adriano Soldini (* 21. Mai 1921 in Novazzano; † 5. Februar 1989 in Lugano) war ein Schweizer Pädagoge, Essayist und Schriftsteller.

## Leben
Adriano Soldini war der Sohn des Lehrers Erminio Soldini und dessen Ehefrau Elisabetta.
Er besuchte das Salesianerkollegium in Maroggia und das Kollegium St. Michael in Freiburg, dort erhielt er das Lizenziat in italienischer Literatur.
Von 1959 bis 1971 war er Italienischlehrer am Progymnasium und Gymnasium in Lugano und wurde 1963 deren Rektor; er blieb bis 1971 in dieser Funktion.
1963 wurde er Leiter der Kantonsbibliothek Lugano; es war ihm möglich 1978 den bedeutenden Nachlass des Schriftstellers und Verlegers Giuseppe Prezzolini zu erwerben.
Adriano Soldini betätigte sich auch als Autor und gab unter anderem den Prosaband Le strade rosse heraus, in dem die Literatur des Tessins und der Lombardei im Zentrum stehen, hierbei finden sich auch Stilformen von Francesco Chiesa, Giovan Battista Angioletti und Piero Bianconi wieder. In seinem  Essayband Gli stivali di Ippolito ed altri saggi findet das kulturelle Umfeld Italiens Beachtung.
Adriano Soldini heiratete 1953 Rosanna (geborene Bianchi).

## Mitgliedschaften
- Er war Jurymitglied des Literaturpreises Premio Libera Stampa, der von der gleichnamigen Zeitung gestiftet wurde.[1]

## Schriften (Auswahl)
- Philarete Chasles e i suoi studi italiani. Freiburg/Schweiz, 1945.
- L’adolescenza, la provincia in scrittori italiani contemporanei. Editrice La scuola, Brescia 1951.
- Le strade rosse. Il Roccolo, Lugano 1951.
- Renato Regli, Adriano Soldini, Silvio Sganzini: E quel’aqua in Lumbardia: Antologia poetica dialettale ticinese. Edizioni del «Cantonetto» via Vignola 21, Lugano 1957.
- Gli stivali di Ippolito ed altri saggi. Edizioni del «Cantonetto», Lugano 1962.
- Carlo Cattaneo nel primo centenario della morte. Dipartimento della pubblica educazione, Bellinzona 1970.
- Das heutige literarische Wirken in der italienischen Schweiz. Pro Helvetia, Pressedienst, Zürich 1971.
- Virgilio Guidi, Adriano Grandini, Adriano Soldini: Virgilio Guidi: poesie e incisioni. Giulio Topi, Lugano 1974.
- Alessandro Manzoni, 1873–1973. Editore Scuola ticinese, Bellinzona 1974.
- Bianconi artefice di prosa. Tipografia Pedrazzini, Locarno 1979.
- Adriano Soldini, Peter Studer, Walter Studer: Lugano im Vorfrühling. Schweizerische Verkehrszentrale, Zürich 1984.
- Carlo Cotti. Banca dello Stato del Cantone Ticino, Bellinzona 1984.
- Le silografie di Aldo Patocchi. Cantini, Florenz 1984.
- Giuseppe Bolzani. Fondazione Arturo e Margherita Lang, Lugano 1985.
- Michele Ferrario, Diana Rüesch, Anna Longoni, Geno Pampaloni, Adriano Soldini: Bibliografia degli scritti di Ennio Flaiano. All’insegna del pesce d’oro, Mailand 1988.
- Anita Spinelli, Carlo Bertelli, Angela Regli, Adriano Soldini: Anita Spinelli. Società di Banca Svizzera; Chiasso 1988.